# Savana sudanese

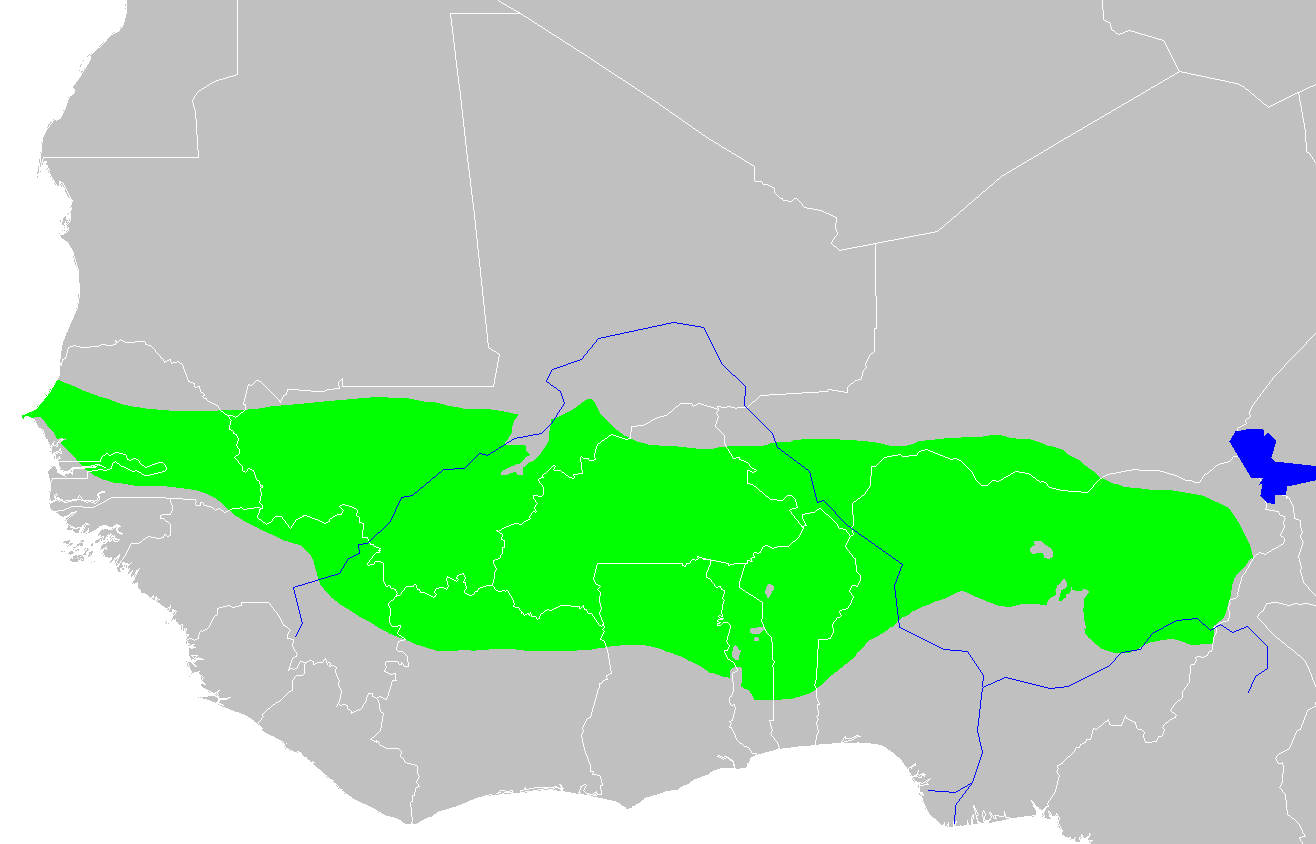
Savana sudanese occidentale nell'Africa occidentale.

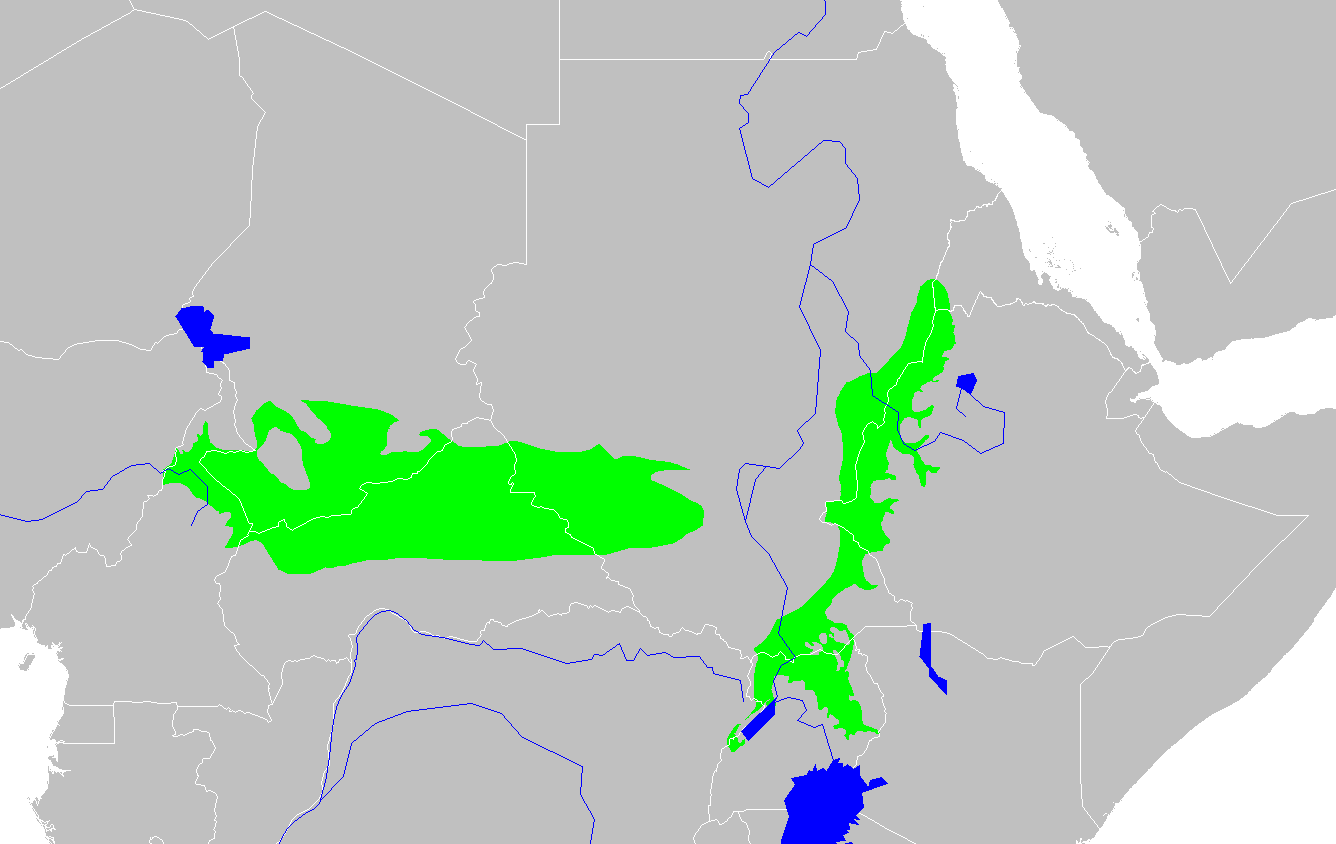
Savana sudanese orientale nell'Africa centro-orientale.

Con il nome di savana sudanese si indica l'ampia fascia di savana tropicale che attraversa in senso longitudinale il continente africano, dall'oceano Atlantico ad ovest ai bassopiani occidentali dell'Etiopia ad est. È delimitata a nord dal Sahel, una fascia di prateria più arida e di savana di acacie a sua volta confinante a nord con il deserto del Sahara. A sud, un mosaico di foresta e savana costituisce una zona di transizione tra la savana sudanese e le foreste umide della Guinea e del Congo, prossime all'equatore.

## Ecoregione
Il WWF divide la savana sudanese in due ecoregioni, separate dall'altopiano occidentale del Camerun. La savana sudanese occidentale si estende dall'oceano Atlantico alla Nigeria orientale e la savana sudanese orientale va dagli altopiani del Camerun ai bassopiani occidentali dell'Etiopia.

## Flora

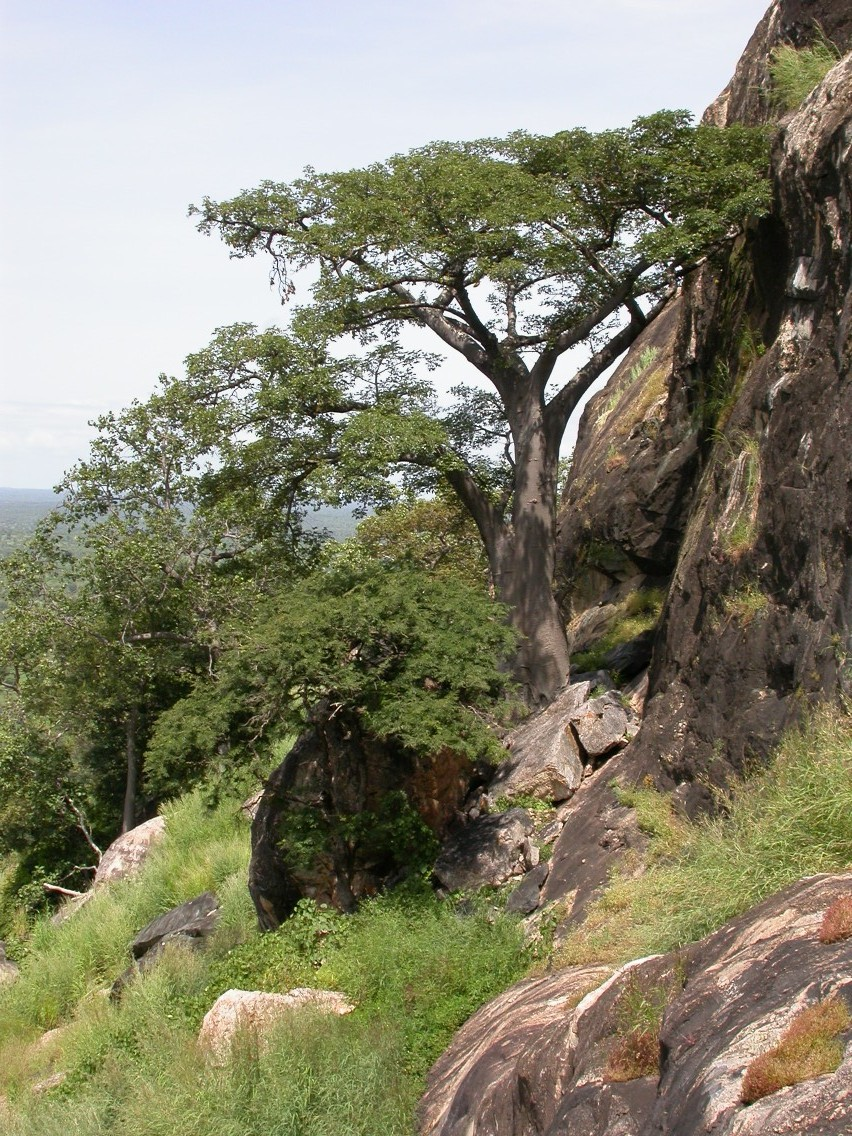
Savana sudanese nel Burkina Faso.

La savana sudanese è caratterizzata da un clima semi-arido (piovosità annuale di 500-1000 mm, talora fino a 1500 mm) con un periodo invernale spiccatamente secco. Il paesaggio è pianeggiante o più propriamente di penepiano, con una netta dominanza di vegetazione arbustiva caducifoglia, che reca chiari i segni di un rimaneggiamento operato col fuoco e con il nomadismo pastorale ed agricolo. Prevalgono nettamente le acacie col loro caratteristico portamento gracile a chioma leggera quasi piumosa, espansa con fitte e gracili ramificazioni: in special modo Vachellia seyal, Senegalia senegal, S. ataxacantha ecc. Vi compaiono pure con le loro ridondanti fioriture gialle le Cassia, nonché il tamarindo (Tamarindus indica), le Crotalaria, le eritrine (Erythrina) con magnifiche fioriture di intenso color rosso. Sono ancora numerosi i Combretum, le Terminalia e l'Anogeissus leiocarpa. Ma forse l'apparizione più sorprendente è quella del baobab (Adansonia digitata).
La vegetazione erbacea è alta, mentre la vegetazione legnosa nel suo complesso non supera 6-15 m. Il carattere di bosco-savana sfuma però verso boschi aridi sempre più radi; le stesse specie di acacia diminuiscono di statura fino ad assumere aspetto di arbusti irti di poderose spine, estremo adattamento selettivo per resistere ad animali pascolanti e ad una fauna selvatica sempre più affamata ed assetata.
Il suolo si presenta, su vaste estensioni di penepiani, ferruginoso e disseminato da estrose emergenze rupestri di rocce eruttive antiche, che nella Repubblica Centrafricana prendono il nome di Kagas.

## Sfruttamento del suolo

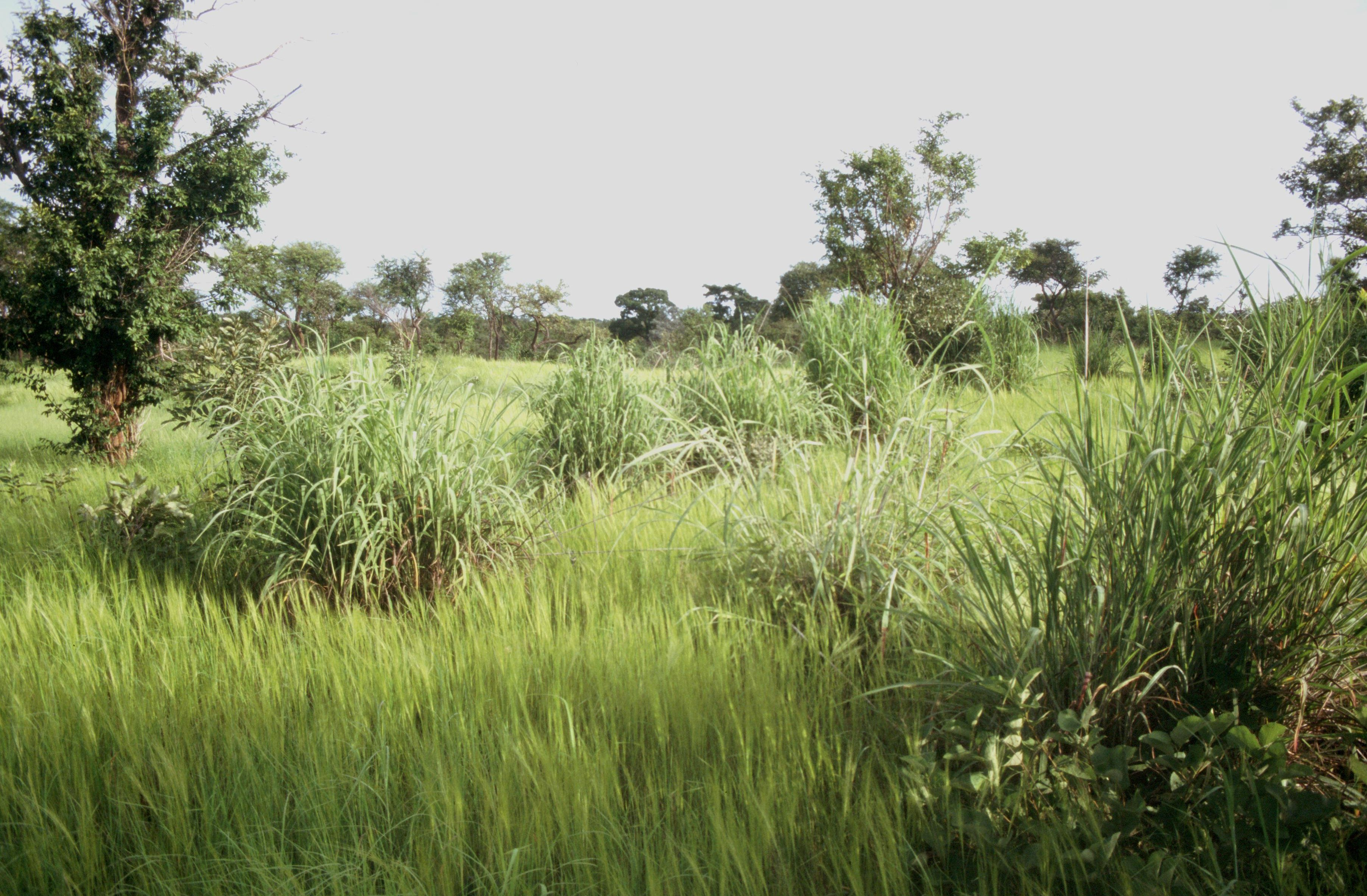
Savana sudanese con ciuffi di Andropogon gayanus nella riserva di Pama (Burkina Faso).

La savana sudanese è sfruttata sia da pastori che da agricoltori. Vengono allevati soprattutto bovini, ma in alcune zone compaiono anche ovini e caprini. Le piante più coltivate sono il sorgo e il miglio, cereali adatti a crescere in zone dove le precipitazioni sono scarse. Con le siccità sempre più frequenti, a partire dagli anni '70 in poi, i pastori sono stati costretti a spostarsi sempre più verso sud alla ricerca di pascoli, entrando in conflitto con gli agricoltori sedentari.